# Norbert Drienko
Norbert Drienko (* 1930 in Fülek, Slowakei; † 1985 in Linz) war ein österreichischer Maler und Grafiker.
Der Schüler von Paul Ikrath war Mitglied der Künstlervereinigung MAERZ. Er lebte und arbeitete einige Zeit im Egon-Hofmann-Haus.

## Werke
- Landschaft am Attersee
- Blumenstillleben
- Gouache, Tuschfeder (Oberösterreichisches Landesmuseum)[1]
- Hirschkäfer, Radierung (Oberösterreichisches Landesmuseum)
- Strukturelle Komposition, Mischtechnik (1967)
- Landschaft, Aquarell (1968)

## Ausstellungen
Werke von ihm wurden nach seinem Tod in folgenden Einzel- bzw. Gemeinschaftsausstellungen gezeigt:
- Wegmarken, Maerz 1952 bis 2002, Künstlervereinigung MAERZ, afo Architekturforum Oberösterreich (2013)
- Tür an Tür, Atelierhaus der Wirtschaft Nordico - Museum der Stadt Linz (2008)[2]
- Das Umfeld, eine Vereinnahmung, Kliemsteinhaus (2006)
- Das beherzte erotische Feuer der Donauschule, Galerie Hofkabinett (2002)
- Norbert Drienko (1930 bis 1985), Hommage zum 10. Todestag, Galerie Thiele (1995)
- Norbert Drienko (1930 bis 1985), Galerie Maerz in Linz (1989)